# Danny Schock
Daniel Patrick Schock (Terrace Bay, 30 dicembre 1948 – Richmond, 15 giugno 2017) è stato un hockeista su ghiaccio canadese, fratello minore di Ron, anch'egli giocatore di hockey su ghiaccio.

## Carriera
Schock giocò a livello giovanile per due stagioni con la maglia degli Estevan Bruins realizzando 148 punti in 133 apparizioni. Al termine della stagione 1967-1968 fu scelto durante l'NHL Amateur Draft in dodicesima posizione assoluta dai Boston Bruins.
Nella stagione 1968-1969 debuttò da professionista nell'organizzazione dei Bruins in Central Hockey League con gli Oklahoma City Blazers, mentre nella stagione successiva giocò in Western Hockey League con i Salt Lake Golden Eagles. Al termine della stagione 1969-1970 fu chiamato dai Bruins esordendo così in National Hockey League. Grazie ad una sola apparizione nei playoff Schock poté fregiarsi del titolo di campione della Stanley Cup.
Nel gennaio del 1971 si trasferì ai Philadelphia Flyers, giocando nelle stagioni successive soprattutto con i farm team della American Hockey League, i Quebec Aces e i Richmond Robins, squadra di cui detiene il record per numero di reti segnate.
Dopo tre stagioni a Richmond Schock si trasferì in altre leghe minori nordamericane, la NAHL e la SHL. Egli si ritirò definitivamente nel 1977.

## Palmarès

### Club
- Stanley Cup: 1

Boston: 1969-1970